# Енергодарська міська рада
Енергода́рська міська́ ра́да — адміністративно-територіальна одиниця та орган місцевого самоврядування у Запорізькій області.

## Загальні відомості
- Енергодарська міська рада утворена в 1985 році.
- Територія ради: 63,5 км²
- Населення ради: 54 597 осіб (станом на 1 вересня 2015 року)[1]
- Водоймища на території, підпорядкованій даній раді: Каховське водосховище

## Населені пункти
Міській раді підпорядковані населені пункти:
- м. Енергодар

## Склад ради
Рада складається з 34 депутатів та голови.
- Голова ради: Музика Павло Олексійович
- Секретар ради:

### Керівний склад попередніх скликань
| Прізвище, ім'я, по батькові     | Основні відомості                                                                            | Дата обрання | Дата звільнення |
| ------------------------------- | -------------------------------------------------------------------------------------------- | ------------ | --------------- |
| Кулібов Олександр Володимирович | Міський голова, 1962 року народження, позапартійний                                          | 26.03.2006   | 31.10.2010      |
| Наумичев Ігор Миколайович       | Міський голова, 1966 року народження, освіта вища, член Партії регіонів                      | 31.10.2010   | 25.10.2015      |
| Музика Павло Олексійович        | Міський голова, 1966 року народження, освіта вища, член політичної партії «Опозиційний блок» | 25.10.2015   |                 |

Примітка: таблиця складена за даними сайту Верховної Ради України та ЦВК

### Депутати VII скликання
За результатами місцевих виборів 2015 року депутатами ради стали:

#### За суб'єктами висування
| Суб'єкт висування                                          | Кількість обраних депутатів | %     |
| ---------------------------------------------------------- | --------------------------- | ----- |
| Політична партія «Опозиційний блок»                        | 12                          | 35.29 |
| Партія Блок Петра Порошенка «Солідарність»                 | 5                           | 14.71 |
| Партія Сергія Тігіпка «Сильна Україна»                     | 4                           | 11.76 |
| Політична партія «Нова політика»                           | 4                           | 11.76 |
| Партія захисників Вітчизни                                 | 4                           | 11.76 |
| Політична партія Всеукраїнське об'єднання «Батьківщина»    | 3                           | 8.82  |
| Політична партія «Українське Об'єднання патріотів — УКРОП» | 2                           | 5.88  |

#### За округами
| № округу                                                   | Прізвище, ім'я, по батькові     | Дата нар.  | Освіта              | Партійна приналежність                                           | Відомості |
| ---------------------------------------------------------- | ------------------------------- | ---------- | ------------------- | ---------------------------------------------------------------- | --- |
| Політична Партія «Опозиційний блок»                        |                                 |            |                     |                                                                  | |
| пк                                                         | Музика Павло Олексійович        | 06.12.1966 | вища                | член Політичної Партії «Опозиційний блок»                        | Донбаська топливно-енергетична компанія Запорізька теплова енергетична станція, голова профкому первинної профспілкової організації                                                                          |
| 8                                                          | Рябуха Ольга Сергіївна          | 30.03.1963 | вища                | член Політичної Партії «Опозиційний блок»                        | Донбаська топливно-енергетична компанія Запорізька теплова енергетична станція, начальник адміністративного відділу                                                                                          |
| 21                                                         | Кузьмін Олександр Михайлович    | 16.07.1978 | вища                | безпартійний                                                     | Донбаська топливно-енергетична компанія Запорізька теплова енергетична станція, виконувач обов'язків майстра цеху                                                                                            |
| 9                                                          | Чорний Микола Дмитрович         | 22.05.1962 | вища                | безпартійний                                                     | Міська організація Профспілка процівників освіти і науки України, голова |
| 18                                                         | Меркулов Андрій Васильович      | 17.10.1974 | професійно-технічна | член Політичної Партії «Опозиційний блок»                        | Товаривство з обмеженою відповідальністю «Енергобуд-сервіс», директор |
| 17                                                         | Гордевич Олег Іванович          | 11.01.1971 | вища                | безпартійний                                                     | Управління комунальної власності Енергодарської міської ради, начальник |
| 15                                                         | Соляник Володимир Іванович      | 04.06.1980 | вища                | член Політичної Партії «Опозиційний блок»                        | тимчасово не працює |
| 3                                                          | Папалуца Оксана Миколаївна      | 19.10.1970 | вища                | член Політичної Партії «Опозиційний блок»                        | Донбаська топливно-енергетична компанія Запорізька теплова енергетична станція, електрослюсар |
| 28                                                         | Борисенко Олександр Миколайович | 05.06.1973 | вища                | член Політичної Партії «Опозиційний блок»                        | Фізична особа — підприємець |
| 7                                                          | Карбасов Андрій Борисович       | 08.04.1971 | вища                | член Політичної Партії «Опозиційний блок»                        | Донбаська топливно-енергетична компанія Запорізька теплова енергетична станція, виконувач обов'язків керівника департаменту по сервісам                                                                      |
| 20                                                         | Мінков Олексій Юрійович         | 23.11.1978 | вища                | член Політичної Партії «Опозиційний блок»                        | Донбаська топливно-енергетична компанія Запорізька теплова енергетична станція, інженер-гідротехнік |
| 5                                                          | Садикіна Олена Віталіївна       | 02.07.1970 | вища                | член Політичної Партії «Опозиційний блок»                        | Донбаська топливно-енергетична компанія Запорізька теплова енергетична станція, заступник начальника цеху |
| ПАРТІЯ "БЛОК ПЕТРА ПОРОШЕНКА «СОЛІДАРНІСТЬ»                |                                 |            |                     |                                                                  | |
| пк                                                         | Рябуха Вадим Анатолійович       | 04.06.1974 | вища                | член ПАРТІЇ "БЛОК ПЕТРА ПОРОШЕНКА «СОЛІДАРНІСТЬ»                 | Фізична особа підприємець «Сосновська-Рябуха О. В.», директор |
| 1                                                          | Пушкарьов Валерій Михайлович    | 12.01.1972 | вища                | член ПАРТІЇ "БЛОК ПЕТРА ПОРОШЕНКА «СОЛІДАРНІСТЬ»                 | Фізична особа підприємець |
| 16                                                         | Сорока Іван Васильович          | 30.04.1976 | вища                | безпартійний                                                     | Безробітний |
| 27                                                         | Хоролець Сергій Вадимович       | 16.08.1975 | вища                | безпартійний                                                     | Комунальне підприємство «Підприємство Комунальної Власності», директор |
| 4                                                          | Нікітіна Леся Олександрівна     | 20.04.1984 | вища                | безпартійна                                                      | Комунальне підприємство «Підприємство Комунальної Власності», заступник начальнику відділу |
| Партія захисників Вітчизни                                 |                                 |            |                     |                                                                  | |
| пк                                                         | Морщавка Іван Євгенович         | 30.08.1946 | вища                | член Партії захисників Вітчизни                                  | пенсіонер |
| 5                                                          | Лабяк Наталія Іванівна          | 17.04.1960 | вища                | безпартійна                                                      | КП «МІСЬКА МК» ЕМР, в.о. директора |
| 4                                                          | Соляник Юлія Василівна          | 24.01.1986 | вища                | безпартійна                                                      | ТОВ КОП АЕС їдальня № 18, кухар |
| 7                                                          | Железняк Галина Іванівна        | 06.08.1956 | професійно-технічна | безпартійна                                                      | пенсіонерка |
| Партія Сергія Тігіпка «Сильна Україна»                     |                                 |            |                     |                                                                  | |
| пк                                                         | Холод Сергій Федорович          | 19.08.1966 | вища                | член Партії Сергія Тігіпка «Сильна Україна»                      | Виконавчий комітет Енергодарської міської ради, виконувач повноважень міського голови, секретар Енергодарської міської ради                                                                                  |
| 11                                                         | Леонтьєв Іван Володимирович     | 09.04.1961 | професійно-технічна | безпартійний                                                     | ВП ЗАЕС, спортивно- оздоровчий комплекс, тренер |
| 25                                                         | Чорний Микола Миколайович       | 20.05.1969 | вища                | член Партії Сергія Тігіпка «Сильна Україна»                      | ФОП |
| 24                                                         | Мариненко Анатолій Петрович     | 12.01.1961 | вища                | член Партії Сергія Тігіпка «Сильна Україна»                      | КП «ПКВ», начальник служби благоустрою і експлуатації житлового фонду |
| Політична партія «НОВА ПОЛІТИКА»                           |                                 |            |                     |                                                                  | |
| пк                                                         | Сідаш Сергій Васильович         | 13.09.1964 | вища                | безпартійний                                                     | ДП "НАЕК «Енергоатом» ВП ЗАЕС, начальник управління виробничо-технологічної комплектації |
| 31                                                         | Гавриляк Володимир Дмитрович    | 17.09.1968 | вища                | безпартійний                                                     | ДП «НАЕК „Енергоатом“ ВП ЗАЕС, начальник відділу експлуатації та ремонту будівель та споруд |
| 30                                                         | Попов Іван Миколайович          | 02.03.1958 | вища                | безпартійний                                                     | ВП „Атоменергомаш“ ДП „НАЕК“ Енергоатом», заступник технічного директора — головного інженера з розвитку |
| 34                                                         | Мішин Павло Олександрович       | 28.07.1973 | вища                | безпартійний                                                     | ДП "НАЕК «Енергоатом» ВП ЗАЕС, заступник начальника УК |
| політична партія Всеукраїнське об'єднання «Батьківщина»    |                                 |            |                     |                                                                  | |
| пк                                                         | Анохін Анатолій Анатолійович    | 04.10.1967 | вища                | член політичної партії Всеукраїнське об'єднання «Батьківщина»    | Відокремлений підрозділ «Запорізька атомна електростанція» Державного підприємства "Національна атомна енергогенеруюча компанія «Енергоатом», фахівець 1 кат. — керівник групи Управління соціальних програм |
| 29                                                         | Кабанов Олег Володимирович      | 17.06.1968 | вища                | член політичної партії Всеукраїнське об'єднання «Батьківщина»    | Приватний підприємець |
| 13                                                         | Барановський Дмитро Павлович    | 28.09.1982 | вища                | член політичної партії Всеукраїнське об'єднання «Батьківщина»    | Відокремлений підрозділ «Запорізька атомна електростанція» Державного підприємства "Національна атомна енергогенеруюча компанія «Енергоатом», дозиметріст Цеху радіаційної безпеки                           |
| ПОЛІТИЧНА ПАРТІЯ «УКРАЇНСЬКЕ ОБ'ЄДНАННЯ ПАТРІОТІВ — УКРОП» |                                 |            |                     |                                                                  | |
| пк                                                         | Паламарь Ігор Михайлович        | 26.06.1966 | загальна середня    | член ПОЛІТИЧНОЇ ПАРТІЇ «УКРАЇНСЬКЕ ОБ'ЄДНАННЯ ПАТРІОТІВ — УКРОП» | Товариство з обмеженою відповідальністю «Мастер», директор |
| 18                                                         | Дубков Артем Володимирович      | 31.12.1979 | вища                | безпартійний                                                     | Товариство з обмеженою відповідальністю «Алар-10», директор |

### Депутати VI скликання
За результатами місцевих виборів 2010 року депутатами ради стали:

#### За суб'єктами висування
| Суб'єкт висування                                       | Кількість обраних депутатів | %    |
| ------------------------------------------------------- | --------------------------- | ---- |
| Партія регіонів                                         | 23                          | 50   |
| Політична партія «Сильна Україна»                       | 13                          | 28,3 |
| Політична партія Всеукраїнське об'єднання «Батьківщина» | 3                           | 6,5  |
| Партія захисників Вітчизни                              | 2                           | 4,3  |
| Політична партія «Фронт Змін»                           | 2                           | 4,3  |
| Соціалістична партія України                            | 2                           | 4,3  |
| Політична партія «Союз Лівих Сил»                       | 1                           | 2,2  |

#### За округами
| № округу                                                | Прізвище, ім'я, по батькові     | Дата визнання обраним | Освіта  | Партійна приналежність                        | Відомості про обраного депутата                                                                                       |
| ------------------------------------------------------- | ------------------------------- | --------------------- | ------- | --------------------------------------------- | --- |
| Партія захисників Вітчизни                              |                                 |                       |         |                                               | |
| б/м                                                     | Морщавка Іван Євгенович         | 05.11.2010            | вища    | член Партії захисників Вітчизни               | пенсіонер |
| б/м                                                     | Лабяк Наталія Іванівна          | 05.11.2010            | вища    | позапартійна                                  | тимчасово не працює                                                                                                   |
| Партія регіонів                                         |                                 |                       |         |                                               | |
| б/м                                                     | Музика Павло Олексійович        | 05.11.2010            | вища    | член Партії регіонів                          | Запорізька ТЕС, голова профспілкового комітету                                                                        |
| б/м                                                     | Міронов Анатолій Андрійович     | 05.11.2010            | вища    | член Партії регіонів                          | Енергодарська міська рада, секретар                                                                                   |
| б/м                                                     | Шентябін Євген Володимирович    | 05.11.2010            | вища    | член Партії регіонів                          | Енергодарська міська рада, заступник міського голови                                                                  |
| б/м                                                     | Богдан Павло Володимирович      | 05.11.2010            | вища    | член Партії регіонів                          | КП «Підприємство комунальної власності», в.о. директора                                                               |
| б/м                                                     | Калита Микола Володимирович     | 05.11.2010            | вища    | член Партії регіонів                          | ТОВ «Європа-спорт», директор                                                                                          |
| б/м                                                     | Губарева Тетяна Іванівна        | 05.11.2010            | вища    | член Партії регіонів                          | фізична особа-підприємець                                                                                             |
| б/м                                                     | Гриб Олег Олександрович         | 05.11.2010            | вища    | член Партії регіонів                          | фізична особа-підприємець                                                                                             |
| б/м                                                     | Мороховець Катерина Іванівна    | 05.11.2010            | вища    | член Партії регіонів                          | Енергодарська міська рада, відділ інформації із зв'язків з громадськістю                                              |
| б/м                                                     | Гордевич Олег Іванович          | 05.11.2010            | вища    | член Партії регіонів                          | ТОВ"МТПК Авега", директор                                                                                             |
| б/м                                                     | Шентябін Сергій Володимирович   | 05.11.2010            | вища    | член Партії регіонів                          | КП"ЦД «Промінь», директор                                                                                             |
| б/м                                                     | Прач Віталій Васильович         | 05.11.2010            | вища    | член Партії регіонів                          | КП «ЕДРП», директор                                                                                                   |
| 2                                                       | Крамаренко Тетяна Володимирівна | 27.05.2013            | вища    | член Партії регіонів                          | ЕНВК № 1, директор |
| 3                                                       | Корєнєв Іван Якович             | 05.11.2010            | вища    | член Партії регіонів                          | Енергодарська філія ВАТ Київ-Дніпровське МППЗТ, директор                                                              |
| 6                                                       | Поливаний Віктор Савович        | 05.11.2010            | вища    | член Партії регіонів                          | пенсіонер |
| 7                                                       | Коврижкін Андрій Юрійович       | 19.11.2010            | вища    | член Партії регіонів                          | ТОВ «Ексиммаркетгруп», заступник генерального директора                                                               |
| 8                                                       | Сідаш Сергій Васильович         | 19.11.2010            | вища    | член Партії регіонів                          | ВП ЗАЕС ДП НАЕК «Енергоатом», начальник управління виробничо-технологічної комплектації                               |
| 11                                                      | Воробйов Леонід Михайлович      | 05.11.2010            | вища    | член Партії регіонів                          | Енергодарська загальноосвітня школа І-ІІІ ст. № 2, директор                                                           |
| 13                                                      | Пекшин Сергій Володимирович     | 27.05.2013            | вища    | член Партії регіонів                          | Виконавчий комітет Енергодарської міської ради, заступник міського голови з питань діяльності виконавчих органів ради |
| 14                                                      | Кульпіна Людмила Анатоліївна    | 24.09.2012            | вища    | позапартійна                                  | Державний заклад «Спецмедсанчастина», начальник — головний лікар                                                      |
| 19                                                      | Войнаровський Юрій Миколайович  | 05.11.2010            | вища    | член Партії регіонів                          | ВП ЗАЕС, інженер |
| 20                                                      | Жигало Роман Леонідович         | 05.11.2010            | вища    | член Партії регіонів                          | ВП ЗАЕС, електрослюсар                                                                                                |
| 22                                                      | Попов Іван Миколайович          | 05.11.2010            | вища    | член Партії регіонів                          | ВП"Атоменергомаш", директор                                                                                           |
| 23                                                      | Черноляхов Володимир Євгенович  | 05.11.2010            | вища    | член Партії регіонів                          | ВП ЗАЕС, начальник управління кадрів                                                                                  |
| Політична партія Всеукраїнське об'єднання «Батьківщина» |                                 |                       |         |                                               | |
| б/м                                                     | Рябуха Вадим Анатолійович       | 05.11.2010            | вища    | член Всеукраїнського об'єднання «Батьківщина» | приватний підприємець                                                                                                 |
| б/м                                                     | Здравчев Іван Іванович          | 05.11.2010            | вища    | член Всеукраїнського об'єднання «Батьківщина» | відокремлений підрозділ «Запорізька Атомна Електрична Станція», заступник голови профкому                             |
| б/м                                                     | Пантєєв Микола Петрович         | 05.11.2010            | вища    | член Всеукраїнського об'єднання «Батьківщина» | пенсіонер |
| Політична партія «Сильна Україна»                       |                                 |                       |         |                                               | |
| б/м                                                     | Самойдюк Іван Гнатович          | 05.11.2010            | вища    | член Політичної партії «Сильна Україна»       | ТОВ «Комбінат громадського харчування Запорізької атомної електростанції», голова спостережної ради                   |
| б/м                                                     | Тимошенко Володимир Вікторович  | 05.11.2010            | вища    | член Політичної партії «Сильна Україна»       | відокремлений підрозділ Запорізької атомної електростанції служба контрою металу, інженер-технолог                    |
| б/м                                                     | Плахотна Тетяна Олексіївна      | 05.11.2010            | вища    | член Політичної партії «Сильна Україна»       | пенсіонер |
| б/м                                                     | Стукало Михайло Вікторович      | 05.11.2010            | вища    | член Політичної партії «Сильна Україна»       | дитяча юнацька спортивна школа ім. В. Р. Манзулі, директор                                                            |
| б/м                                                     | Тубелець Василь Федорович       | 05.11.2010            | вища    | позапартійний                                 | відокремлений підрозділ Запорізької атомної електростанції, інженер цеху теплової автоматики та вимірювання           |
| б/м                                                     | Фалілєєв Володимир Іванович     | 05.11.2010            | вища    | позапартійний                                 | будинок культури «Сучасник», директор                                                                                 |
| 4                                                       | Шалигін Олександр Володимирович | 05.11.2010            | вища    | позапартійний                                 | Гаражний будівельний кооператив, голова правління                                                                     |
| 9                                                       | Троян Валерій Володимирович     | 05.11.2010            | вища    | позапартійний                                 | пенсіонер |
| 12                                                      | Чорний Микола Миколайович       | 05.11.2010            | вища    | член Політичної партії «Сильна Україна»       | приватний підприємець                                                                                                 |
| 16                                                      | Башмаков Іван Іванович          | 05.11.2010            | вища    | член Політичної партії «Сильна Україна»       | ДЗ «СМСЧ № 1», головний акушер-гінеколог                                                                              |
| 17                                                      | Будак Юрій Андрійович           | 05.11.2010            | вища    | член Політичної партії «Сильна Україна»       | ВП ЗАЕС, головний механік                                                                                             |
| 18                                                      | Шевчик Андрій Володимирович     | 05.11.2010            | вища    | член Політичної партії «Сильна Україна»       | ВП ЗАЕС, інженер-наладчик                                                                                             |
| 21                                                      | Холод Сергій Федорович          | 05.11.2010            | вища    | член Політичної партії «Сильна Україна»       | Енергодарський міський центр зайнятості, директор                                                                     |
| Політична партія «Союз Лівих Сил»                       |                                 |                       |         |                                               | |
| б/м                                                     | Гаврюшкін Володимир Іванович    | 05.11.2010            | вища    | член Політичної партії «Союз Лівих Сил»       | КП «Ритуал», директор                                                                                                 |
| Політична партія «Фронт Змін»                           |                                 |                       |         |                                               | |
| 1                                                       | Анзін Вадим Анатолійович        | 05.11.2010            | вища    | член Політичної партії «Фронт Змін»           | Управління комунальної власності Енергодарської міської ради, начальник управління                                    |
| 5                                                       | Паламарь Ігор Михайлович        | 19.11.2010            | середня | член Політичної партії «Фронт Змін»           | ТОВ «Мастер», директор                                                                                                |
| Соціалістична партія України                            |                                 |                       |         |                                               | |
| 10                                                      | Сорока Іван Васильович          | 05.11.2010            | вища    | член Соціалістичної партії України            | Комунальне підприємство "Виробничий комбінат «Тепло-водоканал», директор                                              |
| 15                                                      | Кузнєцов Дмитро Олексійович     | 19.11.2010            | вища    | член Соціалістичної партії України            | КП ВП «Тепловодоканал», перший заступник директора                                                                    |